# Winsome Earle-Sears
Winsome Earle-Sears (Kingston, 11 marzo 1964) è una politica giamaicana naturalizzata statunitense, vicegovernatrice della Virginia dal 15 gennaio 2022 e candidata alla carica di governatrice alle elezioni del 2025.

## Biografia
È nata a Kingston, in Giamaica, l'11 marzo 1964 in una famiglia modesta ed è immigrata col padre negli Stati Uniti d'America all'età di sei anni, crescendo nel distretto del Bronx a New York.
Si è diplomata presso il Tidewater Community College e ha ottenuto un bachelor of arts in inglese con indirizzo secondario in economia presso la Old Dominion University. Successivamente ha conseguito un master in dirigenza organizzativa presso la Regent University.
Tra il 1983 e il 1986 ha prestato servizio miliare nei Marines come elettricista, venendo congedata col grado di caporale. Dopo il servizio militare, ha diretto un rifugio per senzatetto donne dell'Esercito della Salvezza oltre che una prigione per uomini.

### Carriera politica
Nel 2002 è stata eletta col Partito Repubblicano alla Camera dei delegati della Virginia nel 90º distretto (a maggioranza afroamericano), segnando la prima vittoria dei repubblicani in quel distretto dal 1865 e diventando la prima donna, la prima afroamericana nonché prima donna naturalizzata statunitense e prima donna veterana ad ottenere un incarico a livello statale in Virginia. Si è ricandidata nel 2004 per essere eletta alla Camera dei rappresentanti degli Stati Uniti d'America nel 3º distretto, perdendo contro il democratico Bobby Scott e ottenendo il 30,53% dei voti.
Ha ritentato di essere eletta al Congresso nel 2018 presentandosi agli elettori come candidato write-in al posto di Corey Stewart per uno dei due seggi della Virginia in Senato; secondo Earle-Sears, Stewart sarebbe stato un "ciarlatano", citando la sua passata affiliazione ai suprematisti bianchi e il suo supporto alla bandiera confederata. Alle elezioni il suo nome è stato scritto sulla scheda da meno dell'1% degli elettori.
In occasione delle elezioni presidenziali del 2020 ha sostenuto la candidatura di Donald Trump, presiedendo inoltre un political action committee denominato Black Americans to Re-elect the President. In seguito alle elezioni di metà mandato del 2022, nelle quali i repubblicani hanno perso in diversi stati considerati critici, ha affermato che non avrebbe sostenuto Trump alle elezioni presidenziali del 2024, salvo poi riconfermare il suo sostegno al candidato repubblicano, in particolare dopo la sua elezione.
Nel 2021 ha ottenuto la nomination repubblicana come candidata alla carica di Vicegovernatore della Virginia, venendo eletta col 50,71% dei voti contro la nomination democratica Hala Ayala, divenendo la prima donna a ricoprire la carica. Contestualmente anche le cariche di governatore e procuratore generale sono state vinte dalle nomination repubblicane, rispettivamente Glenn Youngkin e Jason Miyares.
Il 5 settembre 2024 ha annunciato la sua candidatura per il Partito Repubblicano alle elezioni governatoriali del 2025.

## Vita privata
È sposata con Terence Sears (anch'egli arruolato nei Marines), dal quale ha preso il secondo cognome, e la coppia ha due figlie: Katia e Janel.